# Steve O'Donnell (scénariste)
Steve O'Donnell est un scénariste et producteur de télévision américain né le 19 juillet 1954 à Cleveland dans l'Ohio. Il est principalement connu pour son travail sur les émissions de télévision Jimmy Kimmel Live!, The Bonnie Hunt Show et Late Night with David Letterman.

## Filmographie

### Scénariste

#### PourLes Simpson
| Année | Titre                      | Titre original           | Saison | Épisode | Réalisateur       |
| ----- | -------------------------- | ------------------------ | ------ | ------- | ----------------- |
| 1998  | Simpsonnerie chantante     | All Singing, All Dancing | 9      | 11      | Mark Ervin        |
| 1998  | Un coup de pied aux cultes | The Joy of Sect          | 9      | 13      | Steven Dean Moore |

#### Autre
- 1982-1993 : Late Night with David Letterman (276 épisodes)
- 1985 : Late Night with David Letterman: 3rd Anniversary Special
- 1985 : David Letterman's Holiday Film Festival
- 1986 : David Letterman's 2nd Annual Holiday Film Festival
- 1988 : Late Night with David Letterman: 6th Anniversary Special
- 1989 : Late Night with David Letterman: 7th Anniversary Special
- 1993-1995 : Late Show with David Letterman (171 épisodes)
- 1995 : Late Show with David Letterman: Video Special
- 1995-1996 : Space Ghost Coast to Coast (3 épisodes)
- 1996 : The Dana Carvey Show (3 épisodes)
- 1996-1997 : Seinfeld (2 épisodes)
- 1998 : LateLine
- 1998-2000 : The Chris Rock Show (18 épisodes)
- 1999-2001 : The Man Show (47 épisodes)
- 2001 : The Downer Channel (2 épisodes)
- 2003-2008 : Jimmy Kimmel Live! (819 épisodes)
- 2004 : Non-Denominational All-Star Celebrity Holiday Special
- 2006 : Jimmy Kimmel Live's All-Star Salute to Jimmy Kimmel Live!
- 2008-2010 : The Bonnie Hunt Show (251 épisodes)

### Producteur
- 1998-1999 : The Chris Rock Show (7 épisodes)
- 1999-2001 : The Man Show (30 épisodes)
- 2001 : The Downer Channel (2 épisodes)
- 2003-2008 : Jimmy Kimmel Live! (953 épisodes)
- 2004 : Non-Denominational All-Star Celebrity Holiday Special
- 2007 : Chrissy: Plain & Simple
- 2008-2010 : The Bonnie Hunt Show (197 épisodes)

### Acteur
- 2000 : Strangers with Candy (1 épisode)
- 2007 : The Sarah Silverman Program. : Le pasteur (1 épisode)